# 감비아-대한민국 관계
감비아와 대한민국은 1965년 4월 21일에 수교하였다. 양국은 상주공관을 두고 있지 않으며, 감비아는 주미국 감비아 대사관이, 대한민국은 주세네갈 대한민국 대사관이 겸임하고 있다.

## 상세
양국은 900만불 정도의 교역량을 유지하고 있다. 대한민국의 수출액은 400만 달러이고, 수입액은 500만 달러 수준이다. 한국의 수출품목은 TV, 어망, 자동차 등이며, 감비아로부터 넙치, 기타 냉동어류 등을 수입한다. 감비아에 약 34명의 한국인들이 거주하고 있다. 대한민국은 감비아에 공적개발원조을 지원하며, 1994년부터 2021년까지 약 584만 달러를 지원하였다. 2025년 양국은 수교 60주년을 기념하였다.

## 같이 보기
- 감비아의 대외 관계
- 대한민국의 대외 관계